# 1818 год в театре
1818 год в театре

## События
- В Лондоне основан «Королевский Кобург-театр» (ныне театр «Олд Вик»).

### Постановки
- 11 февраля, Санкт-Петербург — премьера комедии А. С. Грибоедова и А. А. Жандра «Притворная неверность» (Большой театр, в бенефис Е. С. Семёновой). 3 сентября — премьера в Москве, в бенефис Е. Я. Сосницкой.

## Деятели театра

### Родились
- 11 (23) октября, Ливны — русский актёр Пров Садовский; выдающийся исполнитель ролей в пьесах Александра Островского в Малом театре, основатель театральной династии Садовских.

### Скончались
- 18 декабря, Париж — французский актёр и драматург Майор де Сен-Поль[англ.].